# Francesco Panitteri
Francesco Panitteri de Lagarde, né à Trapani, Italie le 29 mai 1921 et mort à Trapani, Italie, le 27 mars 1990, est un militaire et magistrat italien, grand mutilé de la Guerre d'Indochine.

## Seconde Guerre mondiale
Magistrat, Francesco Panitteri aussi été pilote dans l'armée de l'air italienne (1941-1943). En 1944, il rejoint la République sociale italienne de Mussolini et était le procureur dans les tribunaux spéciaux.

## Légionnaire
Le 14 juillet 1948, il est enrôlé dans la Légion étrangère sous le nom Henri de Lagarde et envoyé en Annam avec le 2e régiment étranger d'infanterie.
Le 27 juillet 1949, il a été gravement blessé, perdant une jambe et un bras, dans la région Phú Yên, à la place de Dèo cổ mã, sa colonne prise en embuscade par les rebelles Việt Minh. En 1952, il a pris congé de la Légion.
En 1978, le président français le décorum de la Officier de la Légion d'honneur.
Il a été fondateur (et président) le 14 novembre 1979, que voit le jour en Italie la première amicale d'anciens de la Légion étrangère, dans l'île de Sicile, à Trapani. L'amicale prend le nom d'Associazione nazionale italiana ex legionari della legione straniera francese (association nationale italienne des anciens de la Légion étrangère française) A.N.I.E.L.
Revendique pourtant une audience nationale: il porte la main du capitaine Jean Danjou à Aubagne, lors de la cérémonie de Camerone à la Maison mère, le 30 avril 1980.

## Distinctions
- Officier de la Légion d'honneur (1978)
- Chevalier de la Légion d'honneur (1955)
- Médaille militaire (1952)
- Croix de guerre des Théâtres d'opérations extérieurs
- Croix de chevalier de la croix de fer
- Médaille de la valeur militaire (Italie)